# Pere d'Osma
Pere d'Osma o Pere de Bourges (Bourges, Regne de França, ca. 1040 - Palència, 2 d'agost de 1109) fou un monjo cluniacenc, bisbe d'Osma i fundador de la ciutat d'El Burgo de Osma. És venerat com a sant per l'Església catòlica.

## Biografia
Pierre de Bourges havia nascut a França cap al 1040, i era originari de Bourges o de Besiers va rebre una educació cristiana i va seguir la carrera militar, però va retirar-se'n i va començar a fer vida religiosa, ingressant a l'Abadia de Cluny i fent-s'hi benedictí.
Mentrestant, Alfons VI de Castella volia introduir la reforma cluniacenca als seus territoris, bona part d'ella reconquerit feia poc als musulmans, i va demanar a l'abat de Cluny que enviés monjos a Castella. Els monjos, comandats per Bernat de Sauvetat, van reorganitzar el monestir de Sahagún. Quan Alfons VI conquerí Toledo, l'abat de Sahagún fou nomenat arquebisbe de la ciutat; ja com a bisbe, Bernat va tornar a demanar l'abat de Cluny que n'enviés més monjos que continuessin la seva tasca.
Va ésser-hi enviat, llavors, Pere de Bourges, que s'hi dedicà a difondre la reforma de Cluny a Sahagún i altres monestirs benedictins. El bisbe Bernat el cridà a Toledo, on fou ardiaca de la seu i secretari personal del bisbe, ocupant-se de l'organització de la nova diòcesi i destacant per la seva laboriositat i pietat.

### Bisbat d'Osma

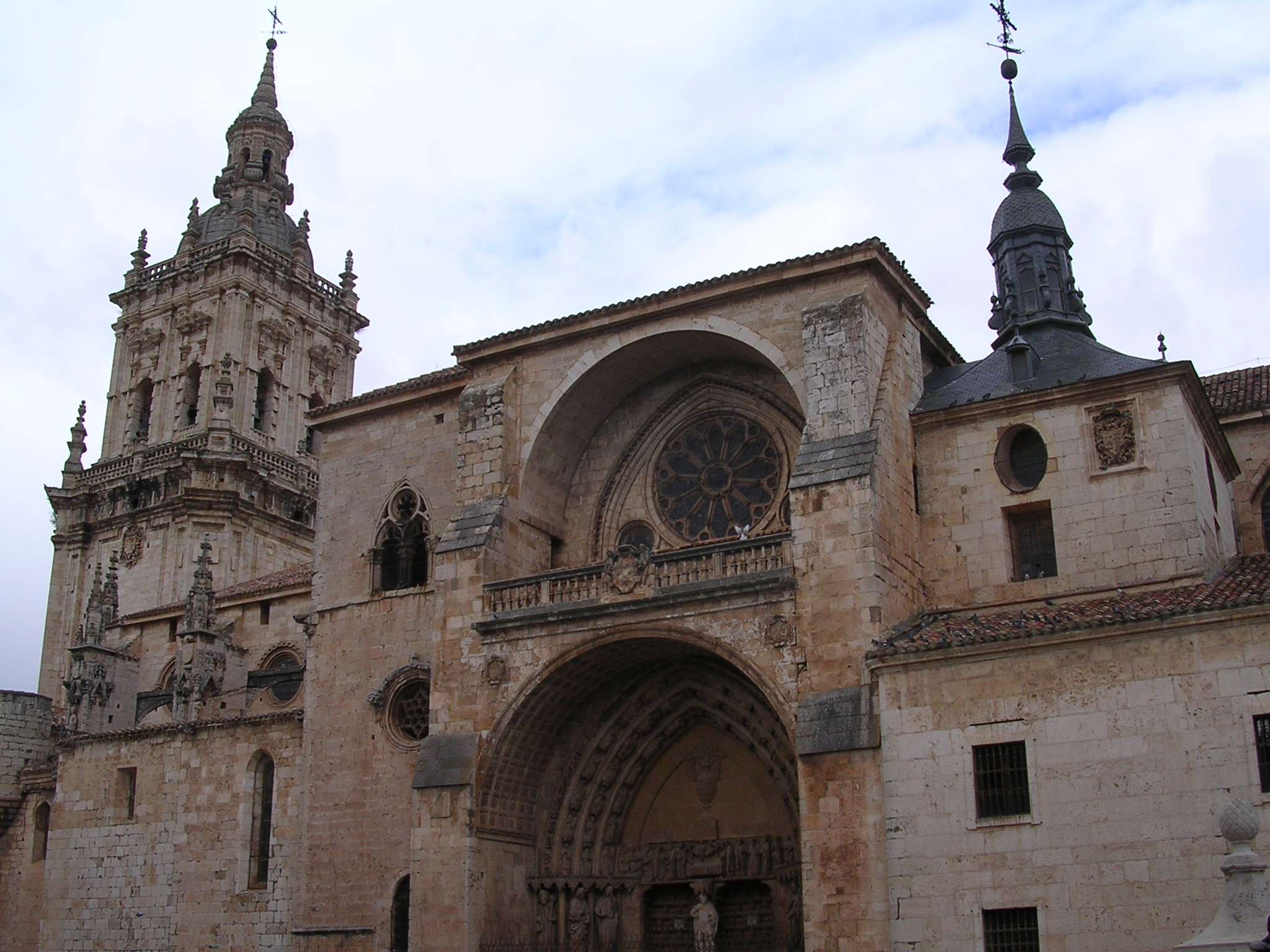
Catedral del Burgo de Osma.

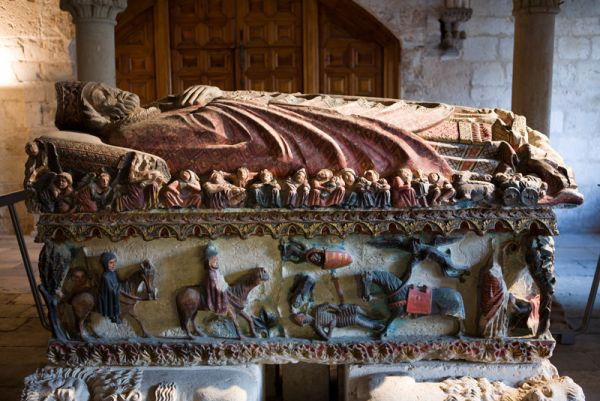
Antic sepulcre del sant bisbe, ca. 1250 (Catedral de El Burgo de Osma).

Mentrestant, Alfons VI cercava algú que es fes càrrec de la nova diòcesi d'Osma que s'havia d'erigir en territoris de Sòria conquerits recentment. L'arquebisbe de Toledo va recomanar Pere i aquest fou nomenat bisbe d'Osma en 1101. La diòcesi era pobre i Pere s'encarregà d'organitzar-la i al lloc del monestir de Santa Maria va establir la nova seu i va començar a construir-hi una catedral. Al voltant s'originà una ciutat que esdenvindrà l'actual el Burgo de Osma.
A banda, va fomentar l'establiment de monestirs i la reforma de la vida eclesiàstica, eliminant-ne abusos i conductes corruptes, a més de lluitar pels drets de l'Església enfront dels nobles. En 1109 va visitar Alfons VI, ja malalt, a Toledo i n'assistí a la mort i l'enterrament a Sahagún. De camí cap a El Burgo de Osma, va emmalaltir de pesta i morí a Palència el 2 d'agost de 1109.
La seva despulla fou portada, per desig seu, a la catedral d'Osma, on començà a ésser venerat com a model de prelats.

## Veneració
En temps del bisbe Gil (1246-1261) fou traslladat a un sepulcre policromat, encara conservat; en 1551 fou novament traslladat, ara a una capella que porta el nom del sant. La fama de santedat i miracles va traspassar les fronteres de la diòcesi i començà a tenir culte públic ja al segle xiii, on consta als llibres litúrgics de Ciudad Rodrigo, Salamanca, Santiago de Compostel·la, Toledo, etc. El 10 de gener de 1259, el bisbe de Còrdova, Fernando de Mesa, concedia 40 dies d'indulgència a qui visités la catedral de Santa María de Osma l'aniversari de la mort o la translació del cos del sant. Al Burgo de Osma van escollir-lo com a sant patró.